# جون تورنر
جون تورنر (بالإنجليزية: John Turner)‏ (12 فبراير 1986 في المملكة المتحدة - ) هو لاعب كرة قدم بريطاني في مركز الهجوم. لعب مع أستون فيلا وروشدين ودايموندز وكامبريدج يونايتد وبرينتري تاون ونادي كينغز لين وبيشوب ستورتفورد ونادي كوربي تاون ونادي ألدرشوت تاون وغرايز أتلاتيك ‏.

## وصلات خارجية
- جون تورنر على موقع قاعدة بيانات كرة القدم.إي يو (الإنجليزية)
- جون تورنر على موقع Soccerbase.com (لاعب) (الإنجليزية)